# Ayata
Ayata è un comune (municipio in spagnolo) della Bolivia nella provincia di Muñecas (dipartimento di La Paz) con 12.125 abitanti (dato 2010).

## Cantoni
Il comune è suddiviso in 2 cantoni (popolazione al 2001):
- Ayata - 7.133 abitanti
- Camata - 1.010 abitanti